# Puderbach
Puderbach est une municipalité et chef-lieu du Verbandsgemeinde Puderbach, dans l'arrondissement de Neuwied, en Rhénanie-Palatinat, dans l'ouest de l'Allemagne. Située dans les Westerwald à près de 25 km au nord de Coblence.
- Histoire de la communauté juive et de sa synagogue avant la Seconde Guerre mondiale

## Personnalités liées à la ville
- Karl Reinhardt (1849-1923), pédagogue né à Puderbach.